# 刘声祖
刘声祖（1928年2月—1991年9月），山东蓬莱人，中华人民共和国政治人物。

## 生平
1945年11月，参加革命，1947年4月，加入中国共产党。历任辽南贸易局、辽东贸易分局总局记帐员、会计、辽东省商业厅股长、科长、辽东省百货公司副经理、辽宁省财委处长、辽宁省委财贸政治部处长、部务委员。1965年5月，任凌源县县长、县委常委。1971年任辽宁省新华书店领导小组组长、党的核心小组组长。文化大革命结束后，任辽宁省出版局副局长。1977年4月，任辽宁省革委会财贸组副组长、辽宁省政府财贸办公室副主任。1983年任辽宁省人民政府副秘书长兼参事室主任，1988年当选为辽宁省第七届人民代表大会代表、常务委员会委员。1991年去世。